# Marta z Betanii
Św. Marta (judeo-aramejski מַרְתָּא) – siostra Marii i Łazarza, z którymi mieszkała w Betanii, miasteczku położonym ok. 3 km na wschód od Jerozolimy, czczona w Kościele katolickim i prawosławnym jako święta.
Rodzina cieszyła się ogólnym szacunkiem. Byli oni przyjaciółmi Chrystusa, który często bywał u nich gościem. Marta jest wzorem zapobiegliwej gospodyni. Św. Łukasz opowiada, że Jezus odwiedził pewnego dnia jej dom. Marta krzątała się, chcąc mu usłużyć, siostra zaś jej usiadła u jego stóp i słuchała, co mówił. Marta zwróciła się do Jezusa, by nakazał Marii, żeby jej pomogła. Jezus odpowiedział: Marto, Marto, troszczysz się i niepokoisz o wiele, a potrzeba mało albo tylko jednego. Maria obrała najlepszą cząstkę, której nie będzie pozbawiona. Kiedy Jezus przybył do Betanii po śmierci Łazarza, Marta wyszła Panu na spotkanie i rzekła:
Teraz wiem, że Bóg da ci wszystko, o cokolwiek byś prosił Boga. Usłyszała wówczas słowa: Ja jestem zmartwychwstaniem i życiem, na które odpowiedziała wspaniałym aktem wiary: Ja mocno wierzę, żeś ty jest Mesjasz, Syn Boży. Siostry gościły też Jezusa po wskrzeszeniu Łazarza. Maria z Betanii była wg wczesnośredniowiecznej tradycji utożsamiana z Marią Magdaleną (byłą nierządnicą), która namaściła Pana olejkiem i włosami swoimi otarła jego nogi. Obecnie we współczesnej teologii uważa się, podobnie jak w najwcześniej tradycji chrześcijańskiej, że Maria z Betanii i Maria Magdalena to dwie różne osoby.
Według legendy prowansalskiej, po Wniebowstąpieniu Chrystusa Marta wraz z rodzeństwem udała się do Francji. Łazarz został biskupem Marsylii.
Jej wspomnienie liturgiczne przypada 29 lipca. 26 stycznia 2021 papież Franciszek zarządził, że będzie wspominana razem z Marią i Łazarzem.